# Антоніо Палафокс
Антоніо Палафокс (ісп. Antonio Palafox; нар. 28 квітня 1936) — колишній мексиканський тенісист.
Перемагав на турнірах Великого шолома в парному розряді.

## Фінали турнірів Великого шолома

### Парний розряд (2–2)
| Результат | Рік  | Турнір               | Покриття | Партнер       | Суперники                    | Рахунок                   |
| --------- | ---- | -------------------- | -------- | ------------- | ---------------------------- | ------------------------- |
| Поразка   | 1961 | Чемпіонат США        | Трава    | Рафаель Осуна | Чак Маккінлі Денніс Ролстрон | 3–6, 4–6, 6–2, 11–13      |
| Перемога  | 1962 | Чемпіонат США        | Трава    | Рафаель Осуна | Чак Маккінлі Денніс Ролстрон | 6–4, 10–12, 1–6, 9–7, 6–3 |
| Перемога  | 1963 | Вімблдонський турнір | Трава    | Рафаель Осуна | Жан-Клод Баркле П'єр Дармон  | 4–6, 6–2, 6–2, 6–2        |
| Поразка   | 1963 | Чемпіонат США        | Трава    | Рафаель Осуна | Чак Маккінлі Денніс Ролстрон | 7–9, 6–4, 7–5, 3–6, 9–11  |

### Мікст (1 поразка)
| Результат | Рік  | Турнір        | Покриття | Партнер     | Суперники                         | Рахунок  |
| --------- | ---- | ------------- | -------- | ----------- | --------------------------------- | -------- |
| Поразка   | 1960 | Чемпіонат США | Трава    | Марія Буено | Маргарет Осборн Дюпон Ніл Фрейзер | 3–6, 2–6 |